# Chandas
Le Chandas (IAST: chandas ; devanāgarī: छन्दस्) est un art annexe du védisme rangé sous le terme générique de Védanga. Le Chandas est l'art de la prosodie et de la métrique poétique. La grammaire à titre d'exemple fait également partie des Védangas, ces arts et sciences antiques du sous-continent indien.